# Arses de Pèrsia
Arses va ser rei de reis de l'Imperi Aquemènida de l'any 338 aC al 336 aC. El seu nom ari era Aršan i la forma grega era Ἄρσης, Νάρσης, or Ὀάρσης ('Arses, Narses o Oarses'). Aršan vol dir "mascle". El seu nom en persa antic era Aršāma, Aršakao Xšayaršan, però els texts grecs sempre l'anomenen Arsès. Alguns textos perses antics també li diuen Xerxes III o Artaxerxes IV.
Era el fill més jove de Artaxerxes III de Pèrsia i quan el visir i eunuc Bagoas (que havia caigut en desgràcia) va assassinar al seu pare, Bagoas el va proclamar rei, encara que ell va exercir realment el poder. Per mantenir sotmès a Arses, Bagoas havia matat també als germans d'Arses, però Bistanes, un dels germans, es va escapar.
Instigat per alguns nobles i volent capgirar la situació, segons Diodor de Sicília el rei va decidir matar Bagoas, però l'eunuc se'n va assabentar i va enverinar Arses i la seva família al cap de dos anys de regnat, col·locant en el tron son cosí rebel Artašata, amb el nom de Darios III de Pèrsia Codomà.